# Scaphochlamys nigra
Scaphochlamys nigra là một loài thực vật có hoa trong họ Gừng. Loài này được Ooi Im Hin, Kalu Meekiong và Wong Sin Yeng miêu tả khoa học đầu tiên năm 2017.

## Mẫu định danh
Mẫu định danh: I.H. Ooi & T. Jepom OIH76; thu thập ngày 21 tháng 11 năm 2013 ở tọa độ 1°33′28,9″B 110°8′35,2″Đ / 1,55°B 110,13333°Đ, Gunung Buan, huyện Bau, tỉnh Kuching, bang Sarawak, Malaysia. Holotype lưu giữ tại Cục Lâm nghiệp bang Sarawak ở Kuching (SAR).

## Từ nguyên
Tính từ định danh nigra (giống đực: niger, giống trung: nigrum) tiếng Latinh nghĩa là đen; dùng để chỉ các phiến lá màu xanh lục sẫm tới đen ở loài này.

## Phân bố
S. multifolia chỉ được biết đến từ khu vực lấy mẫu và khu vực cận kề trong huyện Bau, tỉnh Kuching, bang Sarawak, Malaysia. Loài này sinh sống trên đất đen podzol trên sa thạch trong rừng kerangas (rừng thạch nam nhiệt đới), cao độ ~70–130 m.

## Mô tả
Địa thực vật thân thảo, sống lâu năm, có thân rễ, cao tới 10 cm. Thân rễ hơi ở dưới mặt đất, đường kính ~5 mm, vỏ màu lục nhạt đến lục nhạt ánh nâu, ruột màu trắng ánh nâu. Các chồi lá cách nhau ~5 mm, 1 lá, không thấy cây non; cuống lá dài 2–4 cm, có rãnh, màu xanh lục vừa, nhẵn nhụi, đáy hình gối, màu trắng đến xanh lục nhạt; bẹ không lá ~3, dài 0,5–2 cm, màu xanh lục nhạt ánh nâu, thưa lông tơ, khô khi già; bẹ lá dài ~0,5 cm, dạng màng, màu trắng, nhẵn nhụi, khô và nát vụn khi già; lưỡi bẹ khó thấy; phiến lá 4–6 × 2,5–3,5 cm, hình trứng rộng ngắn, dạng da, mép nguyên, đáy thuôn tròn, đỉnh tù; mặt gần trục nửa bóng, màu xanh lục sẫm đến đen, nhẵn nhụi, gân giữa lõm, màu xanh lục sẫm, nhẵn nhụi, các gân bên chính khó thấy; mặt xa trục màu xanh lục xám, thưa lông tơ gần gân giữa, gân giữa nổi, màu xanh lục sẫm, nhẵn nhụi, các gân bên chính khó thấy. Cụm hoa dài ~6 cm, mọc từ gần đáy lá bên trong các bẹ lá, chen chúc chặt, bao gồm ~3 hoa đơn độc mọc trên cuống cụm hoa, ra hoa kiểu xoắn ốc từ đáy tới đỉnh; cuống cụm hoa dài ~2,2 cm, màu lục nhạt ánh trắng, nhẵn nhụi, được các bẹ không lá bao phủ; lá bắc ~3, kích thước ~15 × 3 mm, sắp xếp xoắn ốc, hình mác, dạng màng, màu nâu nhạt, thưa lông tơ, đỉnh nhọn thon, mỗi lá bắc đỡ 1 hoa; lá bắc con 1, dài ~12 mm, ngắn hơn lá bắc nhưng hầu như không phân biệt được với lá bắc, màu nâu nhạt; hoa dài 2,9–3,4 cm, không có mùi đáng chú ý; đài hoa dài 8–10 mm, màu trắng, thưa lông tơ, đỉnh nhọn; ống hoa dài 18–23 mm, thưa lông tơ, màu trắng; các thùy tràng hoa dài 8–10 mm, hình mác, nhẵn nhụi, màu trắng ánh vàng, đỉnh nhọn, có nắp; nhị lép dài 4–6 mm, hình từ thẳng đến hơi mác ngược, mặt gần trục có lông tuyến, màu vàng nhạt, đỉnh từ nhọn đến thuôn tròn; cánh môi 9–11 × 8–10 mm, hình thìa, mặt gần trục có lông tuyến, màu trắng ở đáy và màu tím cho đến đỉnh, dải giữa màu vàng nhạt, đỉnh 2 thùy, khía răng cưa ~4 mm, các thùy đôi khi hơi xếp chồng; nhị ~4,5 × 1,5 mm, có lông tuyến, màu trắng; chỉ nhị dài ~0,5 mm; mô vỏ bao phấn dài ~3,5 mm, có cựa rất ngắn ở đáy, mào dài ~0,5 mm; đầu nhụy dài dưới 1 mm, hình chùy, với 2 bướu ở lưng, lỗ nhỏ có lông rung, hướng về phía trước; vòi nhụy dài ~25 mm, màu trắng, thưa lông tơ; bầu nhụy dài ~2 mm, 1 ngăn, rậm lông tơ, màu trắng, noãn đính đáy; tuyến trên bầu 2, dài ~1 mm, rời, hình kim, màu trắng. Quả ~12 × 4 mm, quả nang nứt, hình trứng thuôn dài, thưa lông tơ, màu xanh lục ánh trắng (vỏ quả ngoài tựa cutin màu trắng ánh lục trong mờ bao quanh hạt màu xanh lục), được các lá bắc bền đỡ. Hạt ~10 × 3 mm, hình trứng hơi thuôn dài, nhẵn nhụi, màu xanh lục; áo hạt ~4 mm, xé rách, màu trắng ánh vàng; ngoại nhũ màu trắng.
Nhóm Petiolata được xác định bằng cụm hoa chen chúc chặt, sắp xếp xoắn ốc, các lá bắc dạng màng, các lá bắc con tương tự như lá bắc, với lá bắc con thứ nhất ngắn hơn lá bắc, 2 gờ lưng rất mờ nhạt, hoa nhỏ, dài ~4 cm với cánh môi chủ yếu có màu tím dài ~1 cm và quả có vỏ quả ngoài nhẵn. Nhóm này chỉ giới hạn ở phía tây Sarawak, gồm 10 loài là S. argentea, S. biru, S. durga, S. hasta, S. multifolia, S. nigra, S. petiolata, S. pseudoreticosa, S. reticosa, S. stenophylla.
S. nigra có thể dễ dàng phân biệt với các loài Scaphochlamys khác có trên đảo Borneo ở chỗ có các phiến lá hình trứng rộng ngắn với mặt gần trục màu xanh lục sẫm gần như đen và hoa đơn độc trên mỗi lá bắc. S. nigra là loài duy nhất đã biết trên đảo Borneo có hoa đơn độc mỗi lá bắc. Loài Scaphochlamys khác có hoa đơn độc trên mỗi lá bắc là S. biloba ở miền nam Thái Lan và miền bắc Malaysia bán đảo. Tuy nhiên nó khác S. nigra ở chỗ có lá bắc dạng da, màu nâu ánh đỏ, hoa lớn hơn, cánh môi màu trắng đôi khi với sọc đỏ và dải giữa màu vàng gần đáy, phiến lá hình mác tới hình elip hẹp, thường với các dải lốm đốm màu trắng, mặt xa trục đôi khi màu tía.